# 2번 레인의 기적
《2번 레인의 기적》(영어: Miracle in Lane 2)은 미국에서 제작된 2000년 전기 스포츠 코미디 드라마 영화이다. 척추갈림증과 수두증을 앓음에도 장애 아동 최초로 올 아메리칸 소프박스 더비에서 조립 상자차 경주 선수로 활약했던 저스틴 요더(Justin Yoder)의 실화에 기반하였다. 그레그 비먼이 연출과 제작을 맡았고, 프랭키 뮤니즈 등이 출연하였다.

## 출연진
- 프랭키 뮤니즈
- 릭 로서비치
- 몰리 헤이건
- 패트릭 리비스
- 로저 에런 브라운
- 턱 왓킨스
- 브리트니 바우크
- 케라 키오
- 조엘 매키넌 밀러
- 홈스 오즈번
- 프리다 포 선
- 크리스천 코플린
- 릭 피츠
- 짐 잰슨
- 제임스 래슐리
- 톰 놀런
- 밀트 타버
- 톰 버튜
- 로스 패터슨

## 기타 제작진
- 배역: 린다 고든, 주디 테일러
- 미술: 앨프리드 솔
- 의상: 야즈민 에이브러햄

## 우리말 녹음
EBS 성우진
- 양정화 - 저스틴 (프랭키 뮤니즈)
- 엄상현 - 세스 (패트릭 리비스)
- 홍진욱 - 아빠 (릭 로서비치)
- 홍희숙 - 엄마 (몰리 헤이건)
- 최석필 - 빅 (로저 에런 브라운)
- 변영희 - 하느님/보비 (턱 왓킨스)
- 박경찬
- 하성용
- 김은아
- 오병조
- 정미라